# 그레이트베이슨

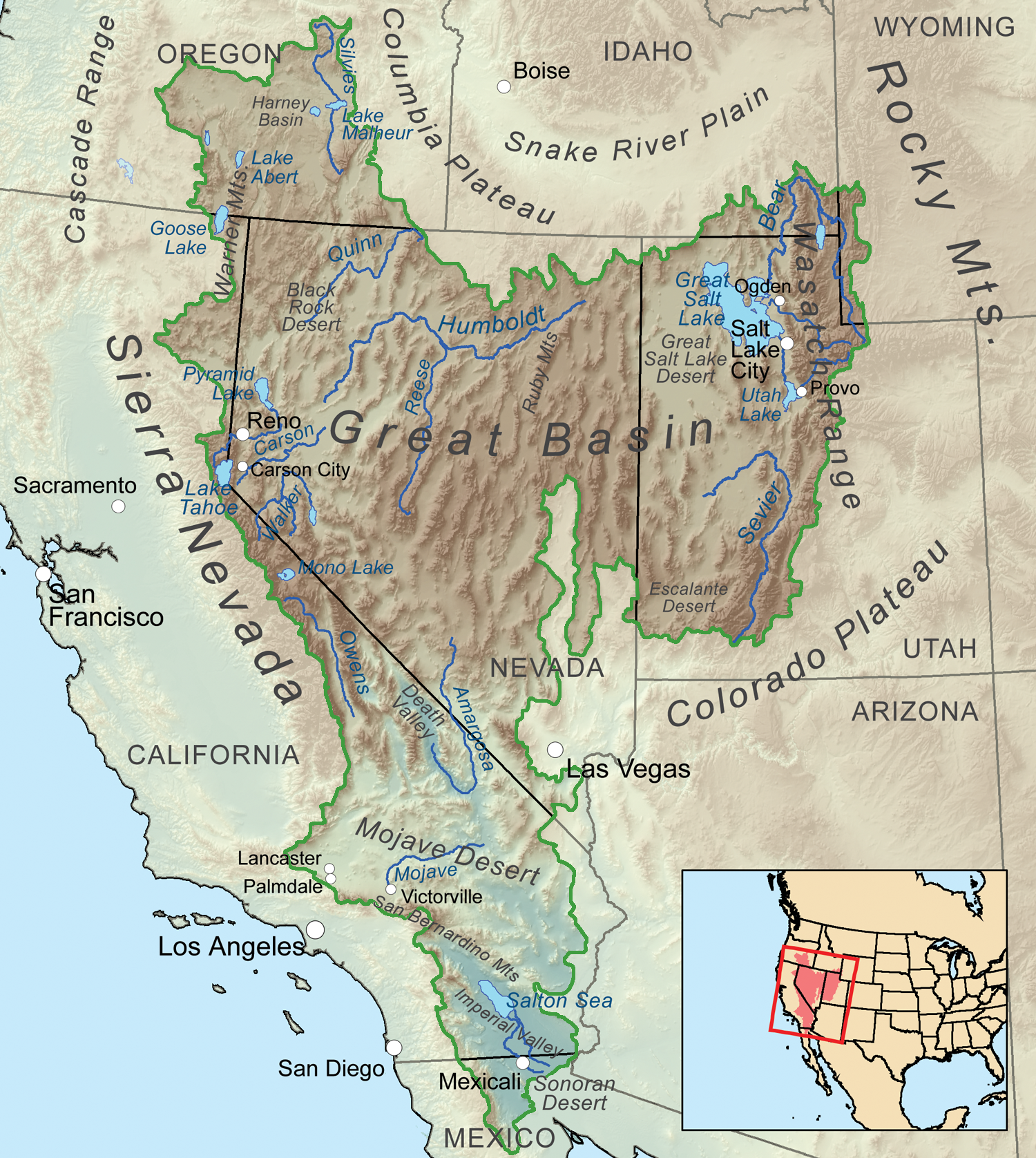
그레이트베이슨의 지형도

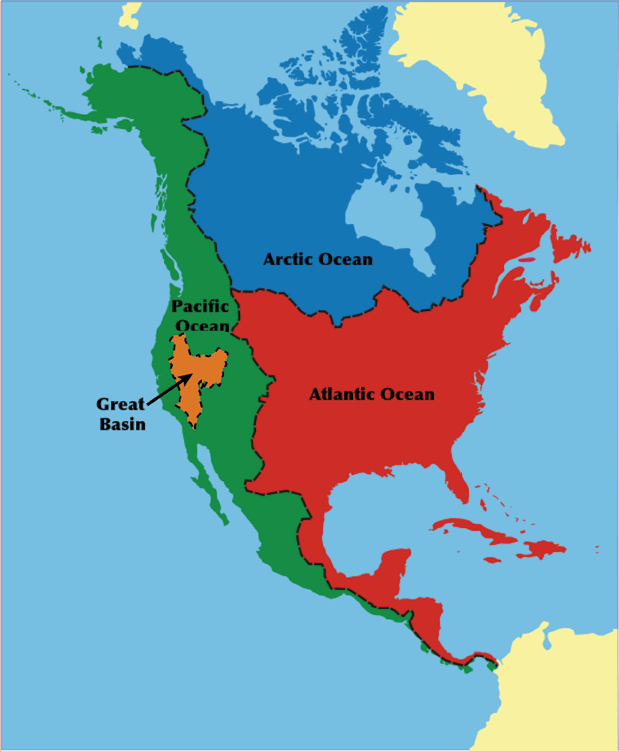
미국의 분수계. 주황색이 그레이트베이슨이다.

그레이트베이슨 또는 대분지(Great Basin)은 미국 서부의 건조한 분지 지역이다. 워새치 산맥과 시에라네바다산맥 사이에 놓여 있다.

## 같이 보기
- 보너빌호
- 솔턴호